# Гревенмахер (кантон)
Гревенма́хер (Gréiwemaacher) — кантон в складі округу Гревенмахер герцогства Люксембург.

## Адміністративний поділ

### Комуни
Кантон включає в себе 8 комун:
| Комуна      | Площа, км² | Населення, осіб | Рік  | Центр       | Поселення |
| ----------- | ---------- | --------------- | ---- | ----------- | --------- |
| Бецдорф     | 26,08      | 2369            | 2001 | Бецдорф     | 5         |
| Бівер       | 23,14      | 1700            | 2008 | Бівер       | 10        |
| Вормельданж | 17,25      | 2397            | 2007 | Вормельданж | 5         |
| Гревенмахер | 16,48      | 4364            | 2008 | Гревенмахер | 1         |
| Мантернах   | 27,67      | 1637            | 2009 | Мантернах   | 4         |
| Мертерт     | 15,25      | 3500            | 2006 | Мертерт     | 2         |
| Флаксвейлер | 30,17      | 1596            | 2003 | Флаксвейлер | 5         |
| Юнглінстер  | 55,38      | 5918            | 2008 | Юнглінстер  | 11        |

### Населені пункти

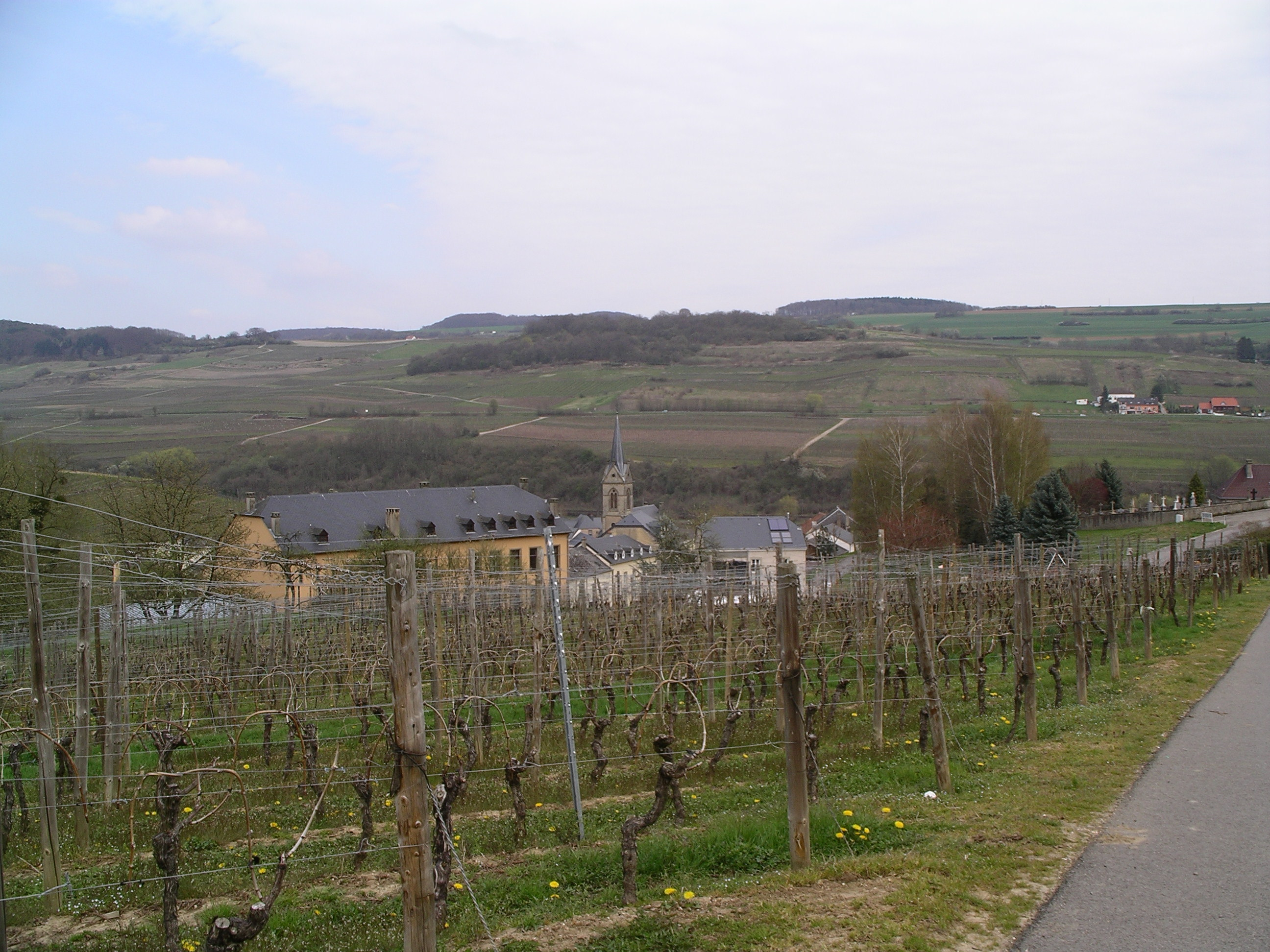
Ан

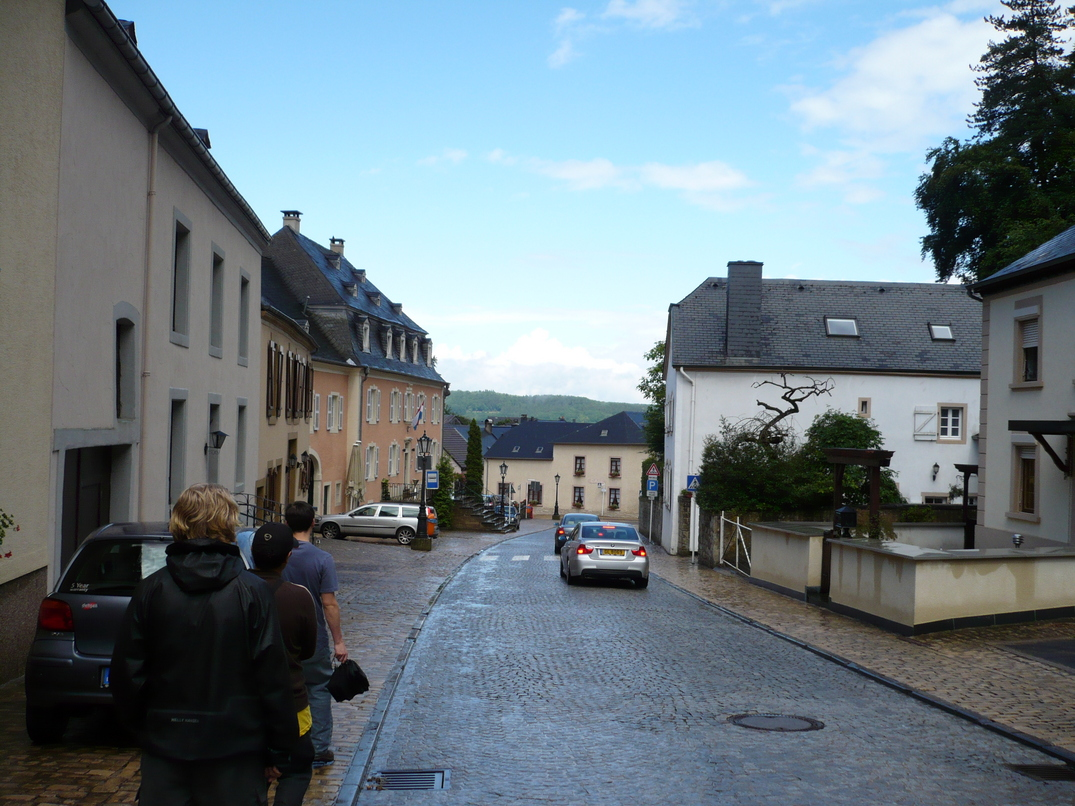
Бурглінстер

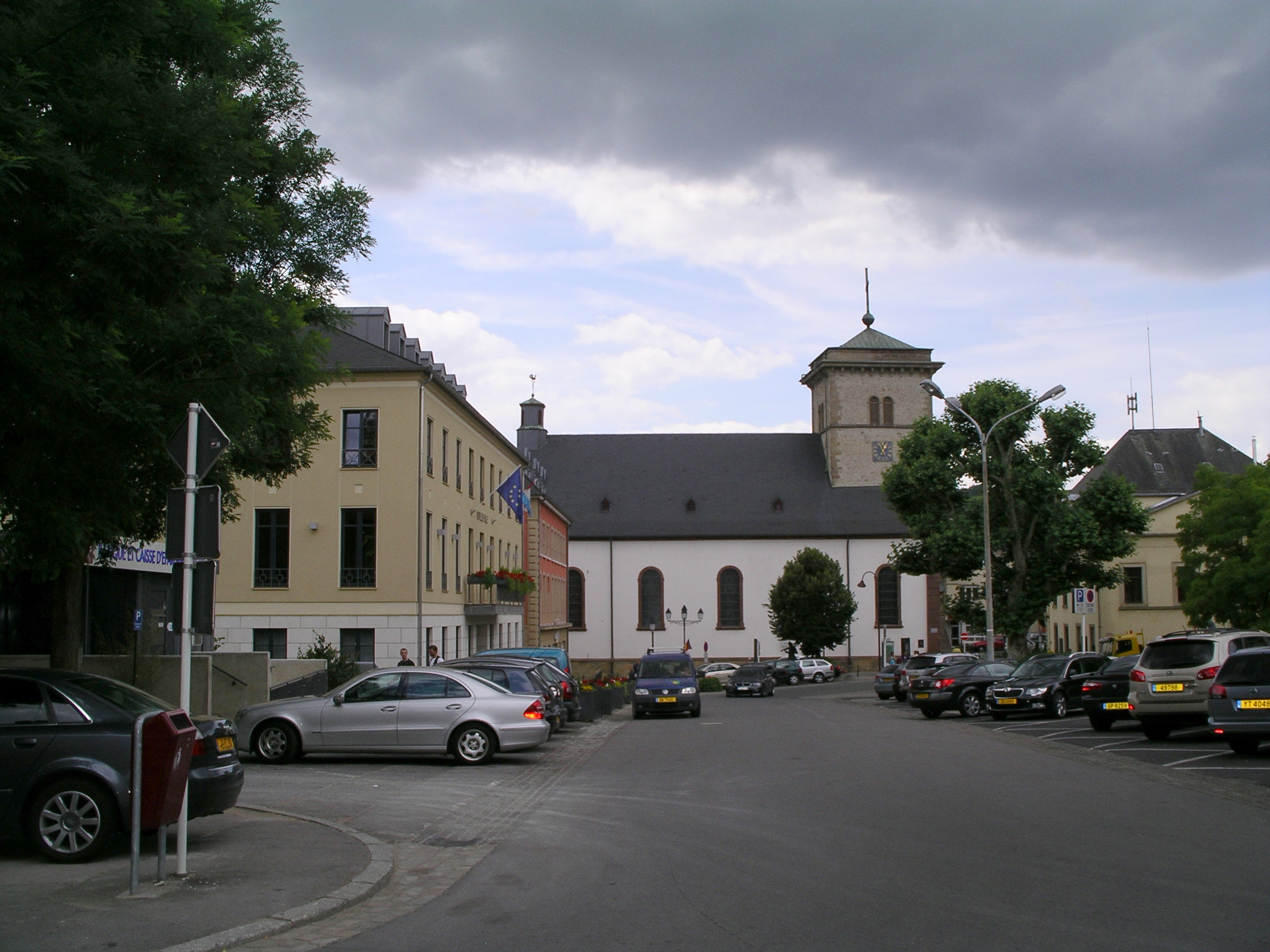
Гревенмахер

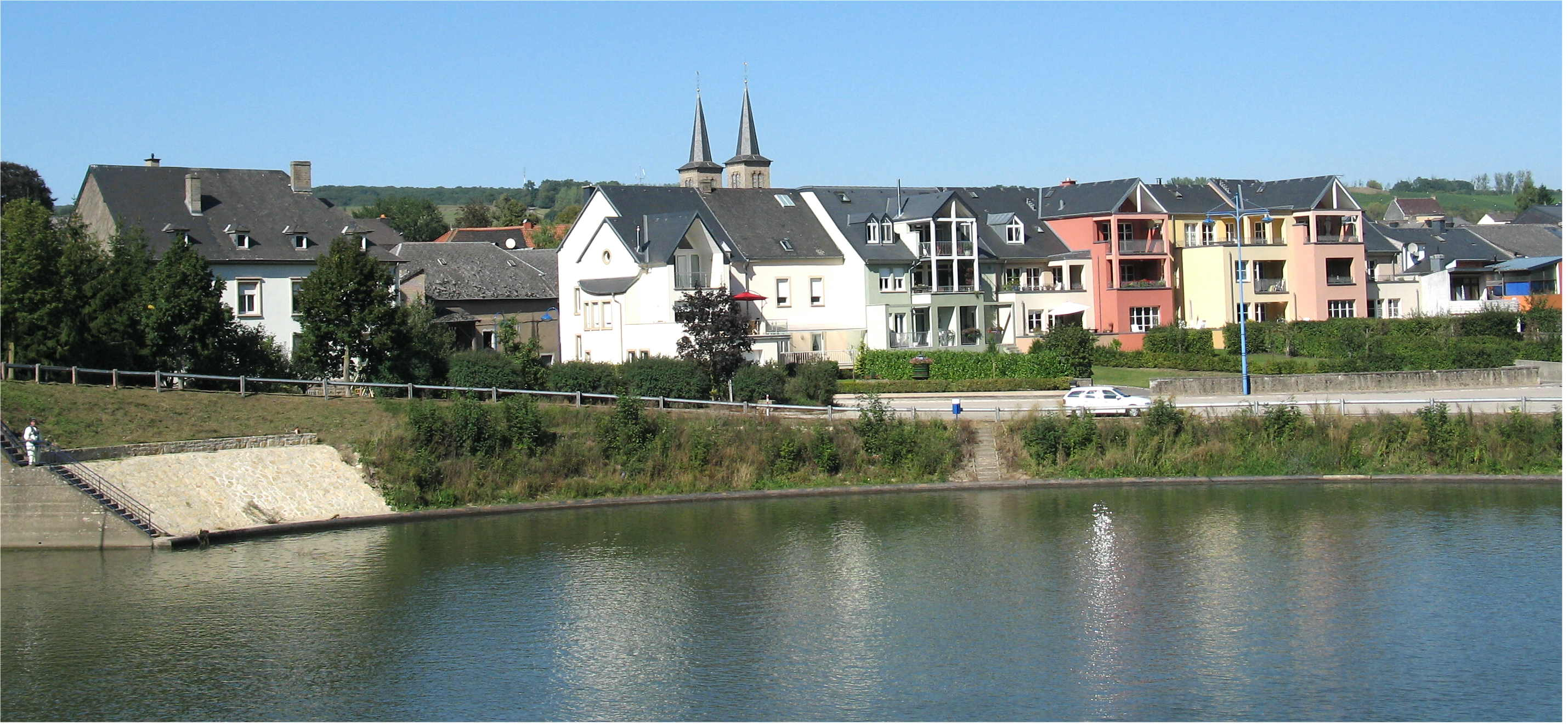
Мертерт

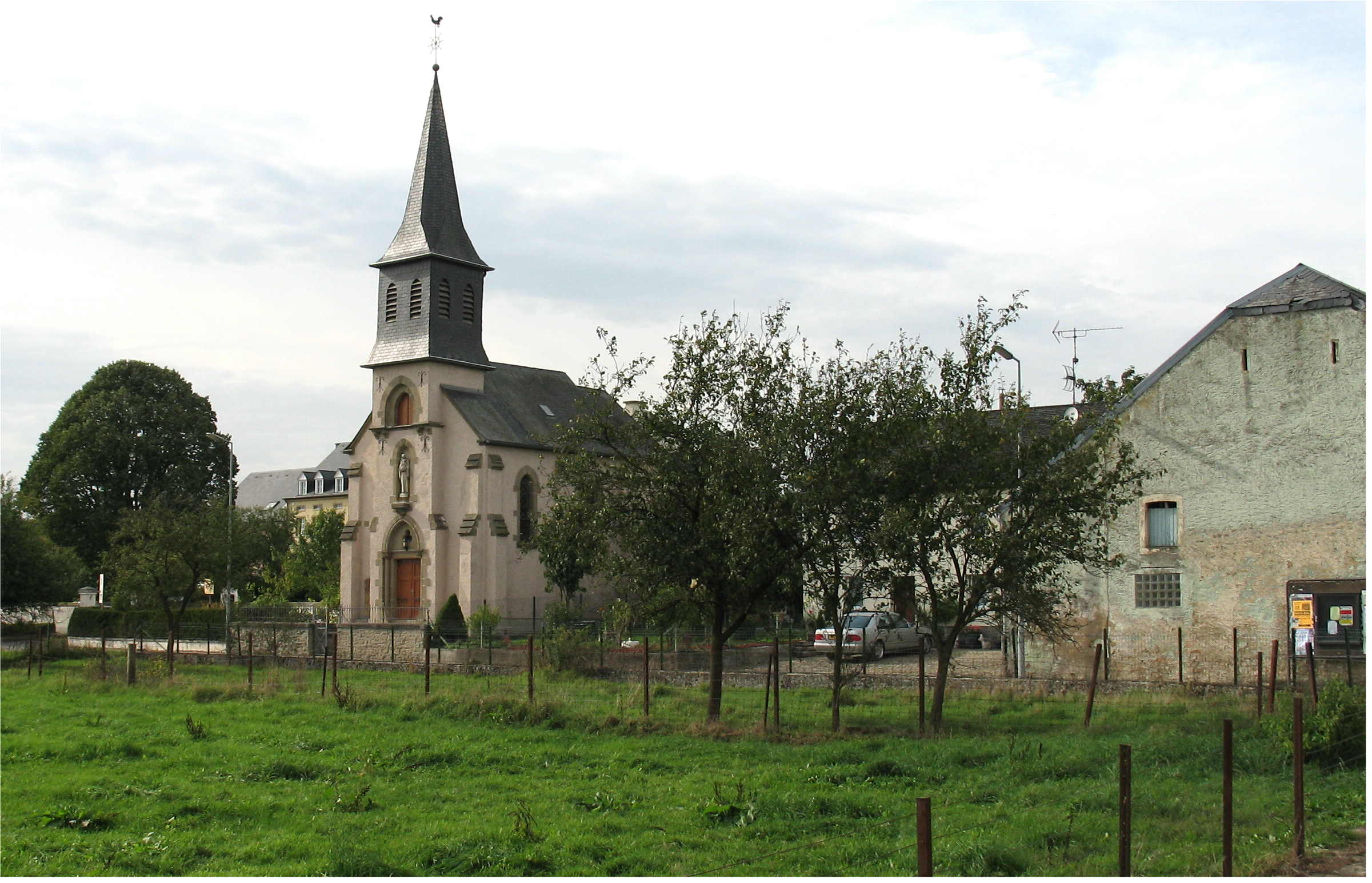
Хагельсдорф

Нижче подано всі населені пункти кантону за комунами:
- Комуна Бецдорф
  - Берг
  - Бецдорф
  - Менсдорф
  - Олінген
  - Руд-Сір
- Комуна Бівер
  - Бівер
  - Бівербах
  - Будлер
  - Будлербах
  - Брейкет
  - Брух
  - Векер
  - Векер-Гар
  - Вейдіг
  - Хагельсдорф
- Комуна Вормельданж
  - Ан
  - Вормельданж
  - Вормельданж-О
  - Енен
  - Махтум
- Комуна Гревенмахер
  - Гревенмахер
- Комуна Мантернах
  - Бербург
  - Лелліг
  - Мантернах
  - Мюншенер
- Комуна Мертерт
  - Вассербілліг
  - Мертерт
- Комуна Флаксвейлер
  - Бейрен
  - Гостінген
  - Нідеронвен
  - Оберонвен
  - Флаксвейлер
- Комуна Юнглінстер
  - Альтлінстер
  - Бейдвейлер
  - Бурглінстер
  - Годбранін
  - Гондеранж
  - Граулінстер
  - Ейсенборн
  - Ешвайлер
  - Імбрінген
  - Роденбург
  - Юнглінстер

### Найбільші міста
Населені пункти, які мають населення понад 1 тисячу осіб:
| Населений пункт | Населення, осіб | Рік  | Комуна      |
| --------------- | --------------- | ---- | ----------- |
| Гревенмахер     | 4364            | 2008 | Гревенмахер |
| Юнглінстер      | 2333            | 2008 | Юнглінстер  |
| Вассербілліг    | 2300            | 2006 | Мертерт     |
| Гондеранж       | 1483            | 2005 | Юнглінстер  |
| Мертерт         | 1100            | 2006 | Мертерт     |

## Демографія
Динаміка чисельності населення